# Bob Sweeney
Robert Emmett „Bob“ Sweeney (* 25. Januar 1964 in Concord, Massachusetts) ist ein ehemaliger US-amerikanischer Eishockeyspieler, der im Verlauf seiner aktiven Karriere zwischen 1982 und 2001 unter anderem 742 Spiele für die Boston Bruins, Buffalo Sabres, New York Islanders und Calgary Flames in der National Hockey League (NHL) auf der Position des Centers bestritten hat. Seine Laufbahn ließ Sweeney schließlich in der Deutschen Eishockey Liga (DEL) bei den Revierlöwen Oberhausen, Frankfurt Lions und München Barons ausklingen, wo er im Jahr 2000 mit den München Barons die Deutsche Meisterschaft gewann.

## Karriere
Sweeney begann seine Karriere im Jahr 1982 am Boston College. Dort spielte er für die Eishockeymannschaft in den US-amerikanischen Collegedivisionen ECAC Hockey und Hockey East der National Collegiate Athletic Association (NCAA). Während des NHL Entry Draft 1982 wurde er von den Verantwortlichen der Boston Bruins aus der National Hockey League (NHL) in der sechsten Runde an insgesamt 123. Position ausgewählt. Nach einer Studienzeit von vier Jahren beendete der US-Amerikaner sein Studium im Sommer 1986 und wechselte anschließend in die NHL zu den Boston Bruins. Die Bruins setzten ihn zunächst in deren damaligen Farmteam, den Moncton Golden Flames, in der American Hockey League (AHL) ein. Ab der Saison 1987/88 gehörte er dem Stammkader der Bruins an. 
Im Oktober 1992 verließ der Center die Bruins und schloss sich über die Waiver-Liste den Buffalo Sabres an, für die der Offensivspieler in der Folgezeit 199 NHL-Partien absolvierte und dabei 85 Scorerpunkte erzielte. Nachdem er in der Spielzeit 1995/96 sowohl in 66 Spielen für die New York Islanders, die ihn im NHL Waiver Draft im Oktober 1995 erhalten hatten, als auch in acht Partien für die Calgary Flames, die ihn gegen Pat Conacher und ein Sechstrunden-Wahlrecht im NHL Entry Draft 1997 eingetauscht hatten, auf dem Eis stand, forcierte er im Sommer 1997 einen Wechsel nach Europa. Zuvor hatte er die Spielzeit bei den Rafales de Québec in der International Hockey League (IHL) verbracht.
In Europa nahm ihn das Management der Revierlöwen Oberhausen aus der Deutschen Eishockey Liga (DEL) unter Vertrag, für die er allerdings nur 27-mal die Schlittschuhe schnürte und nach Abschluss der Vorrunde am Jahresende zum Ligakonkurrenten Frankfurt Lions wechselte. Sein Vertrag, der zum Ende der Saison 1998/99 auslief, wurde dort nicht verlängert. Der US-Amerikaner schloss sich daraufhin den München Barons an, mit denen er in der Spielzeit 1999/2000 die Deutsche Meisterschaft gewann. Im Sommer 2001 beendete der Rechtsschütze seine aktive Eishockeykarriere im Alter von 37 Jahren.

### International
Für die Vereinigten Staaten nahm Sweeney an der Qualifikation zur Weltmeisterschaft 1999 im November 1998 im österreichischen Klagenfurt am Wörthersee teil. Den US-Amerikanern gelang dabei die Qualifikation für die WM 1999, wozu der Stürmer in drei Spielen zwei Scorerpunkte beisteuerte. Darunter befand sich ein Tor.

## Erfolge und Auszeichnungen
- 1985 Hockey East Second All-Star Team
- 1985 NCAA East Second All-American Team
- 2000 Deutscher Meister mit den München Barons

## Karrierestatistik

### International
Vertrat die USA bei:
- Qualifikation zur Weltmeisterschaft 1999

(Legende zur Spielerstatistik: Sp oder GP = absolvierte Spiele; T oder G = erzielte Tore; V oder A = erzielte Assists; Pkt oder Pts = erzielte Scorerpunkte; SM oder PIM = erhaltene Strafminuten; +/− = Plus/Minus-Bilanz; PP = erzielte Überzahltore; SH = erzielte Unterzahltore; GW = erzielte Siegtore; 1 Play-downs/Relegation; Kursiv: Statistik nicht vollständig)